# Capeyorkia vulpecula
Espèce
Synonymes
- Marptusa vulpecula Thorell, 1881
- Trite vulpecula (Thorell, 1881)

Capeyorkia vulpecula est une espèce d'araignées aranéomorphes de la famille des Salticidae.

## Distribution
Cette espèce est endémique du Queensland en Australie. Elle se rencontre dans le péninsule du cap York.

## Description
La carapace du mâle décrit par Richardson en 2016 mesure 3,16 mm de long sur 2,48 mm et l'abdomen 3,28 mm de long.

## Systématique et taxinomie
Cette espèce a été décrite sous le protonyme Marptusa vulpecula par Thorell en 1881. Elle est placée dans le genre Trite par Simon en 1903 puis dans le genre Capeyorkia par Richardson en 2016.

## Publication originale
- Thorell, 1881 : « Studi sui Ragni Malesi e Papuani. III. Ragni dell'Austro Malesia e del Capo York, conservati nel Museo civico di storia naturale di Genova. » Annali del Museo Civico di Storia Naturale di Genova, vol. 17, p. 1-727 (texte intégral).